# Morenita clara
Morenita clara es una película mexicana de 1943 en la que Evita Muñoz "Chachita" interpreta a la hija de una gitana desamparada (Margarita Mora) que logra conquistar de distintas maneras (cantando y bailando temas flamencos) a su abuelo (Arturo Soto Rangel), quien años atrás había desheredado a su hijo - quien ya falleció - por haber seguido a la errante mujer. 
A sus siete años, "Chachita" llevaba el primer crédito de esta producción, además de ser presentada como artista exclusiva de los Hermanos Rodríguez.

## Reparto
- Evita Muñoz "Chachita" - Morenita Clara
- Margarita Mora
- Arturo Soto Rangel
- Víctor Urruchúa
- Eduardo Arozamena
- Adelina Vehi
- Manuel Noriega
- Víctor Velázquez
- Manuel Dondé
- Paco Martínez
- Elisa Christy
- Freddy Fernández "El Pichi"

- Datos: Q6024124